# 孙文广
孙文广（1934年—2021年？），生於山東榮成，中華人民共和國山东大学物理系毕业，退休教授、著名異議人士，现居山东省济南市。

## 生平

### 早年经历
孫文廣於1934年出生于山东省荣成县。1953年在上海粤东中学毕业后，考入山东大学物理系。1956年加入中國共產主義青年團，以后曾担任团支部书记。1957年毕业于山东大学物理系，留校任助教。 
1960年，反右倾运动中受到连续批判。后写信向中央申诉。1964年，社会主义教育运动中被当作“反革命分子”批斗，本人写大字报反驳。

### 文革时期
1966年，文革开始后，被抛出批斗、隔离，自己写大字报反击，幷向党中央写信上告。6月被拘捕关入看守所，追查“反革命”言行。
1967年1月释放回校，投入文革，写了很多大字报，传单，编印《匕首》小报，发表观点，书写评论，曾参加学校一派群众组织，幷到社会进行调查。
1968年在清理阶级队伍运动中遭抄家、批斗、游街、拷问攻击毛主席的“反革命罪行”，关进牛棚七个月，离开牛棚后又继续写了很多大字报、传单。
1971年，清查五一六运动中被抄家、批斗、拷问，再次关进牛棚二十一个月。走出牛棚后，再写大字报、传单，并参加社会上一派群众组织。
1974年12月，被逮捕关进山东省看守所单人牢房三年半，追查“反革命言论”。
1976年3月，山东省公安局提出起诉书，罪名是“恶毒攻击伟大领袖毛主席”、“一贯坚持反动立场”、“发泄对社会主义的刻骨仇恨”、“到案后攻击无产阶级专政，建议从严惩处”。不久后即带上手拷，脚镣，抄走所有书写工具。11月，在怀仁堂政变粉碎四人帮后一个月开始，向中共中央、全国人大常委会、最高人民法院等上书，揭批“极左”，批评华国锋和毛泽东的错误。

### 改革开放以后
1978年1月，被山东省济南市中级人民法院一审判处有期徒刑七年，罪名是“攻击伟大领袖毛主席”、“捕后攻击英明领袖华主席。”当即表示判决非法，并提出上诉。6月，山东省高级人民法院驳回其上诉，终审维持有期徒刑七年；进入“济南劳改支队”（对外称山东生建摩托车厂），此后继续写上书，评论国家大事，总数达50余万字。
1981年12月刑满，在劳改支队就业，与劳改犯在一起劳动。1982年12月，獲得平反，回山东大学物理系任教。
1985年转入山东大学管理科学系。后来相继担任副教授，教授，副系主任，及经济信息管理系主任，发表经济论文数十篇。1988年,通过竞选担任山东大学工会副主席（兼任），同年担任济南市政协委员，参加中国民主建国会，后任省委委员、山东大学支部副主委。1989年5月，给中共中央写公开信，支持学生爱国民主运动。
1993年第一次访问台湾，以后曾多次访台，二次参加管理教育研讨会，三次随山东大学学术访问团赴台。1994年10月，从山东大学管理学院退休。

### 退休后
2000年，经过18年争取，从高级法院档案中复印了《狱中上书》。2001年在台湾《传记文学》发表《我戴着镣铐狱中写上书》
2004年6月3日去香港参加悼念六四烛光晚会。2005年被禁止出境。
2007年11月，以人大代表独立候选人身份参加济南市历城区人大代表选举，在校方和当局的阻挠下未能当选。2008年参加《零八宪章》首批303人联署。
2009年4月清明节前往济南英雄山悼念前总理、总书记赵紫阳，警车随后跟踪；上山途中，遭到五名不明身份的人士袭击，后于济南市齐鲁医院重病监护房救治。经医生检查，孙文广四根肋骨被踢断，脊髓、头部多处受伤。 同年与刘晓波两人，共同获得全美学自联的“自由精神奖”。同年被选为国际笔会独立中文笔会荣誉理事。
2011年11月，以独立候选人身份参加济南市历城区人大代表选举，遭到济南公安和校方的阻挠、破坏。2012年获得人权观察颁发的赫尔曼-哈米特奖。
2016年12月，时年82岁的孙文广第三次以独立参选人身份竞选济南市人大代表，因为在山东大学校园张贴散发“独立参选人孙文广告山大选民书”被限制自由，拘禁在家近100小时，之后遭当局报复迫害，退休金被大幅削减。
2018年3月起被山东大学停发教授退休金，退休待遇连降五级。5月3日，因组织纪念六四事件29周年，被山东国保羁押43天，期间被禁止与外界联系，直到6月15日才得以返回家中。7月，孫文廣給習近平寫了一份公開信，要求習近平不要去非洲撒錢。8月1日在山东接受美国之音节目《时事大家谈》采访时，被疑似警方的人员多次干扰，最终被迫中断接受采访，被警察带走。
2022年8月，消息指孙文广已经于2021年过世，终年87岁，但未获当局或家人证实。

## 家庭
父亲孙廷镛为國民政府海軍军官，早年参加海军，在广东保卫过孙中山。
大哥孫文振，教師出身，在國民黨軍政部工作過，隨國軍遷往臺灣。

## 著作
- 《狱中上书中共中央》，2002年
- 《百年祸国——从毛泽东到江泽民》，2004年
- 《呼唤自由》，2006年
- 《逆风33年——1977年后的专政与宪政》，2010年
- 《参选纪实》，2012年